# Allium platakisii
Allium platakisii är en amaryllisväxtart som beskrevs av Dimitrios B. Tzanoudakis och Kypr. Allium platakisii ingår i släktet lökar, och familjen amaryllisväxter.
Artens utbredningsområde är Kriti. Inga underarter finns listade i Catalogue of Life.